# Austrian Football League 2008
La Austrian Football League 2008 è stata la 24ª edizione del campionato austriaco di football americano di primo livello, organizzato dalla AFBÖ.

## Squadre partecipanti
| Club                  | Città                    | Stadio | Sponsor ufficiale | Risultato nella stagione 2007 |
| --------------------- | ------------------------ | ------ | ----------------- | ----------------------------- |
| Black Lions           | Klagenfurt am Wörthersee |        |                   |                               |
| Cineplexx Blue Devils | Hohenems                 |        |                   |                               |
| Danube Dragons        | Korneuburg               |        |                   |                               |
| Graz Giants           | Graz                     |        | Turek             |                               |
| Tirol Raiders         | Innsbruck                |        |                   |                               |
| Vienna Vikings        | Vienna                   |        |                   |                               |

## Stagione regolare

### Calendario

#### 1ª giornata
| Innsbruck 29 marzo 2008, ore 15:00 | Tirol Raiders                                            | 34 – 12 (0-6 21-0 13-0 0-6) referto | Danube Dragons | Tivoli-Neu Stadion (1800 spett.)\| Arbitri: \| O. Wahl D. Muellner H.C. Albrecht R. Obdrzalek Leue Lair \| |
| Arbitri:                           | O. Wahl D. Muellner H.C. Albrecht R. Obdrzalek Leue Lair |                                     |                | |

| Vienna 29 marzo 2008, ore 15:00 | Vienna Vikings                                 | 20 – 33 (7-7 0-6 0-13 13-7) referto | Graz Giants | Hohe Warte Stadion (3000 spett.)\| Arbitri: \| Savicevic H. Dungler Hofbauer Tadic C. Steiner \| |
| Arbitri:                        | Savicevic H. Dungler Hofbauer Tadic C. Steiner |                                     |             |                                                                                                  |

| Klagenfurt am Wörthersee 29 marzo 2008, ore 17:00 | Black Lions                                         | 7 – 40 (0-7 7-14 0-13 0-6) referto | Cineplexx Blue Devils | ASK-Sportanlage Fischl (131 spett.)\| Arbitri: \| Edelmüller R. Berger U. Ladinig Hölbling C. Kreimel \| |
| Arbitri:                                          | Edelmüller R. Berger U. Ladinig Hölbling C. Kreimel |                                    |                       | |

#### 2ª giornata
| Graz 5 aprile 2008, ore 14:00 | Graz Giants                               | 40 – 7 (7-0 13-7 7-0 13-0) referto | Black Lions | Stadion Eggenberg (1200 spett.)\| Arbitri: \| C. Steiner Leue Tadic Hölbling C. Kreimel \| |
| Arbitri:                      | C. Steiner Leue Tadic Hölbling C. Kreimel |                                    |             |                                                                                            |

| Vienna 5 aprile 2008, ore 16:00 | Vienna Vikings                                             | 35 – 21 (14-7 7-7 7-7 7-0) referto | Tirol Raiders | Hohe Warte Stadion (2500 spett.)\| Arbitri: \| K. Bremser H. Dungler Windsteig A. Fritz Ulicny U. Ladinig \| |
| Arbitri:                        | K. Bremser H. Dungler Windsteig A. Fritz Ulicny U. Ladinig |                                    |               | |

| Hohenems 5 aprile 2008, ore 17:00 | Cineplexx Blue Devils | 33 – 35 (7-0 6-14 12-15 8-6) referto | Danube Dragons | Stadion Herrenried (750 spett.) |

#### 3ª giornata
| Innsbruck 12 aprile 2008, ore 15:20 | Tirol Raiders                                            | 50 – 14 (3-0 20-6 14-0 13-8) referto | Cineplexx Blue Devils | Tivoli-Neu Stadion (1600 spett.)\| Arbitri: \| Edelmüller O. Wahl H.C. Albrecht R. Obdrzalek Lair Tadic \| |
| Arbitri:                            | Edelmüller O. Wahl H.C. Albrecht R. Obdrzalek Lair Tadic |                                      |                       | |

| Korneuburg 12 aprile 2008, ore 17:00 | Danube Dragons                                         | 35 – 28 (6-7 14-7 0-7 15-7) referto | Vienna Vikings | Rattenfängerstadion (1200 spett.)\| Arbitri: \| K. Bremser F. Koller A. Fritz Hofbauer Leue H. Dungler \| |
| Arbitri:                             | K. Bremser F. Koller A. Fritz Hofbauer Leue H. Dungler |                                     |                | |

#### 4ª giornata
| Wattens 26 aprile 2008, ore 15:10 | Tirol Raiders                                  | 42 – 24 (14-3 0-7 14-7 14-7) referto | Graz Giants | Gernot-Langes-Stadion (1800 spett.)\| Arbitri: \| Hofbauer O. Wahl Leue M. Balac Lair Edelmüller \| |
| Arbitri:                          | Hofbauer O. Wahl Leue M. Balac Lair Edelmüller |                                      |             | |

| Vienna 26 aprile 2008, ore 16:00 | Vienna Vikings                                         | 34 – 3 (7-0 7-3 14-0 6-0) referto | Black Lions | Hohe Warte Stadion (3000 spett.)\| Arbitri: \| T.Koenig H. Dungler H.Zwicker Windsteig Hölbling Tadic \| |
| Arbitri:                         | T.Koenig H. Dungler H.Zwicker Windsteig Hölbling Tadic |                                   |             | |

#### 5ª giornata
| Hohenems 4 maggio 2008, ore 15:00 | Cineplexx Blue Devils                                    | 21 – 50 (8-15 6-14 0-14 7-7) referto | Vienna Vikings | Stadion Herrenried (1000 spett.)\| Arbitri: \| Windsteig T. Kuntschik R. Obdrzalek W. Eberhard M. Balac \| |
| Arbitri:                          | Windsteig T. Kuntschik R. Obdrzalek W. Eberhard M. Balac |                                      |                | |

| Klagenfurt am Wörthersee 4 maggio 2008, ore 16:30 | Black Lions                                   | 12 – 47 (0-19 12-14 0-14 0-0) referto | Tirol Raiders | ASK-Sportanlage Fischl (250 spett.)\| Arbitri: \| Ulicny H.C. Albrecht Lair Hölbling G. Ladinig \| |
| Arbitri:                                          | Ulicny H.C. Albrecht Lair Hölbling G. Ladinig |                                       |               | |

| Korneuburg 4 maggio 2008, ore 18:00 | Danube Dragons                                        | 41 – 34 (0-0 19-17 7-7 15-10) referto | Graz Giants | Rattenfängerstadion (1100 spett.)\| Arbitri: \| Edelmüller D. Muellner A. Fritz Leue K. Bremser Tadic \| |
| Arbitri:                            | Edelmüller D. Muellner A. Fritz Leue K. Bremser Tadic |                                       |             | |

#### 6ª giornata
| Hohenems 17 maggio 2008, ore 15:00 | Cineplexx Blue Devils      | 35 – 12 (12-7 6-2 0-7 0-14) referto | Black Lions | Stadion Herrenried (456 spett.)\| Arbitri: \| T. Kuntschik M. Balac Leue \| |
| Arbitri:                           | T. Kuntschik M. Balac Leue |                                     |             |                                                                             |

| Graz 17 maggio 2008, ore 16:00 | Graz Giants                                                | 42 – 35 (7-0 14-7 14-7 7-21) referto | Vienna Vikings | Stadion Eggenberg (2100 spett.)\| Arbitri: \| Edelmüller K. Bremser Hölbling E. Scheiber C. Kreimel Leue \| |
| Arbitri:                       | Edelmüller K. Bremser Hölbling E. Scheiber C. Kreimel Leue |                                      |                | |

| Korneuburg 17 maggio 2008, ore 18:10 | Danube Dragons                                           | 44 – 58 (6-2 0-21 12-28 26-7) referto | Tirol Raiders | Rattenfängerstadion (1150 spett.)\| Arbitri: \| C. Steiner R. Berger Hofbauer H. Zwicker Savicevic Tadic \| |
| Arbitri:                             | C. Steiner R. Berger Hofbauer H. Zwicker Savicevic Tadic |                                       |               | |

#### 7ª giornata
| Graz 24 maggio 2008, ore 16:00 | Graz Giants                                              | 48 – 12 (28-0 14-0 0-0 6-12) referto | Cineplexx Blue Devils | Stadion Eggenberg (950 spett.)\| Arbitri: \| Hofbauer D. Muellner C. Kreimel Tod R. Berger H. Dungler \| |
| Arbitri:                       | Hofbauer D. Muellner C. Kreimel Tod R. Berger H. Dungler |                                      |                       | |

| Villaco 24 maggio 2008, ore 17:00 | Black Lions                                       | 34 – 46 (7-7 7-10 7-14 13-15) referto | Danube Dragons | Sportplatz Admira Villach (300 spett.)\| Arbitri: \| H.C. Albrecht Hölbling Lair H. Zwicker G. Ladinig \| |
| Arbitri:                          | H.C. Albrecht Hölbling Lair H. Zwicker G. Ladinig |                                       |                | |

### Classifica
La classifica della regular season è la seguente:
- PCT = percentuale di vittorie, G = partite giocate, V = partite vinte,  P = partite perse, PF = punti fatti, PS = punti subiti

| Pos. | Squadra               | PCT  | G | V | N | P | PF  | PS  |
| ---- | --------------------- | ---- | - | - | - | - | --- | --- |
| 1    | Tirol Raiders         | .833 | 6 | 5 | 0 | 1 | 252 | 141 |
| 2    | Danube Dragons        | .667 | 6 | 4 | 0 | 2 | 213 | 221 |
| 3    | Graz Giants           | .667 | 6 | 4 | 0 | 2 | 221 | 157 |
| 4    | Vienna Vikings        | .500 | 6 | 3 | 0 | 3 | 202 | 155 |
| 5    | Cineplexx Blue Devils | .333 | 6 | 2 | 0 | 4 | 155 | 202 |
| 6    | Black Lions           | .000 | 6 | 0 | 0 | 6 | 75  | 242 |

## Playoff

### Tabellone
|  | Semifinali | Semifinali     | Semifinali |             |    | Austrian Bowl XXIV | Austrian Bowl XXIV | Austrian Bowl XXIV |  |
|  |            |                |            |             |    |                    |                    |                    |  |
|  | 1          | Tirol Raiders  | 55         |             |    |                    |                    |                    |  |
|  | 1          | Tirol Raiders  | 55         |             |    |                    |                    |                    |  |
|  | 4          | Vienna Vikings | 24         |             |    |                    |                    |                    |  |
|  | 4          | Vienna Vikings | 24         |             | 1  | Tirol Raiders      | 21                 |                    |  |
|  |            |                |            |             | 1  | Tirol Raiders      | 21                 |                    |  |
|  |            |                | 3          | Graz Giants | 31 |                    |                    |                    |  |
|  | 2          | Danube Dragons | 3          | Graz Giants | 31 | 20                 |                    |                    |  |
|  | 2          | Danube Dragons |            |             |    |                    |                    |                    |  |
|  | 3          | Graz Giants    | 44         |             |    |                    |                    |                    |  |

### Semifinali
| Korneuburg 14 giugno 2008, ore 18:00 | Danube Dragons                                                 | 20 – 44 (7-10 7-14 0-20 6-0) referto | Graz Giants | Rattenfängerstadion (1000 spett.)\| Arbitri: \| Hofbauer C. Mueller Edelmüller Leue R. Berger M. Koenig Ulicny \| |
| Arbitri:                             | Hofbauer C. Mueller Edelmüller Leue R. Berger M. Koenig Ulicny |                                      |             | |

| Wattens 15 giugno 2008, ore 17:10 | Tirol Raiders                               | 55 – 24 (7-0 14-10 21-0 13-14) referto | Vienna Vikings | Gernot-Langes-Stadion (2200 spett.)\| Arbitri: \| Savicevic R. Berger Leue O. Wahl Tadic Lair \| |
| Arbitri:                          | Savicevic R. Berger Leue O. Wahl Tadic Lair |                                        |                |                                                                                                  |

### Austrian Bowl XXIV
| Arbitri: | T. Koenig K. Bremser Edelmüller O. Wahl Lair Savicevic Leue |

| |           | |
| Ponce de Leon 8':34" Q2 (TD) 1yd pass from M.Muheize Biedenkapp Q2 (pat) Biedenkapp 6':25" Q2 (TD) 46yd pass from C. Gunn Biedenkapp Q2 (pat) M. Grassegger 2':47" Q2 (TD) 10yd run Biedenkapp Q2 (pat) M. Grassegger 8':57" Q4 (TD) 20yd run Biedenkapp Q4 (pat) Biedenkapp 2':18" Q4 (FG) 45yd | Marcatori | J. Dieplinger 0':22" Q2 (TD) 4yd pass from M. Glavic R. Balazinek Q2 (pat) A. Proeller 10':34" Q4 (TD) 21yd pass from M. Glavic R. Balazinek Q4 (pat) F.Grein 5':21" Q4 (TD) 3yd run R. Balazinek Q4 (pat) |

## Verdetti
- Graz Giants Campioni dell'Austria 2008